# Matrice di punti

Un esempio di caratteri grafici composti con la tecnica della matrice di punti.

Una matrice di punti (o in inglese dot matrix o dot-matrix) è una griglia di punti disposti a scacchiera, usata per visualizzare caratteri grafici, simboli e immagini, attivando e disattivando selettivamente la visibilità di una parte dei punti per comporre la grafica.
Tipicamente una matrice di punti è usata nelle stampanti di vecchia generazione e molti altri dispositivi digitali. Nelle stampanti i punti consistono in aree annerite su un foglio di carta, spesso mediante interposizione di nastri impregnati di inchiostro. Anche le stampanti moderne creano il proprio output su matrici di punti, usando però tecniche diverse, come ad esempio la tecnologia laser o a getto di inchiostro, e quindi non vengono considerate a matrice di punti. Le matrici di punti sopravvivono in stampanti che fanno uso di fogli autoricalcanti.
Nei display i punti possono illuminarsi, come ad esempio nei dispositivi CRT, oppure essere più scuri delle aree circostanti, come negli LCD. Negli LCD a colori invece i punti sono inizialmente scuri e successivamente si illuminano.
Il controllo automatizzato delle orientazioni dei reticoli permette di ottenere svariati effetti cinetici come espansioni e contrazioni, rotazioni, sfumature.